# Luca Zardini
Luca Zardini detto Canón (Cortina d'Ampezzo, 4 agosto 1972) è un arrampicatore italiano.
Pratica le competizioni di difficoltà e l'arrampicata in falesia.
È l'arrampicatore italiano che ha vinto più volte il campionato italiano lead di arrampicata, ed ha partecipato alla coppa del mondo lead di arrampicata per diciassette anni, giungendo come miglior risultato secondo nel 1992.

## Biografia
Nel 1991 entra a far parte della nazionale italiana di arrampicata sportiva, partecipando a sette campionati mondiali e a sette campionati europei.
Zardini ha inoltre preso parte alla coppa del Mondo, ai campionati italiani ed al Rock Master.
Luca dal 1992 al 2007 ha fatto parte del centro addestramento alpino dei carabinieri.
Nel 1993 entra a far parte del prestigioso gruppo alpinistico di Cortina d'Ampezzo degli Scoiattoli di Cortina.
Nel 1997 diviene tracciatore nazionale F.A.S.I., nel 2001 allenatore nazionale F.A.S.I. e nel 2007 istruttore nazionale F.A.S.I. per meriti sportivi.

## Palmarès

### Coppa del mondo
|      | 1991 | 1992 | 1993 | 1994 | 1995 | 1996 | 1997 | 1998 | 1999 | 2000 | 2001 | 2002 | 2003 | 2004 | 2005 | 2006 | 2007 |
| ---- | ---- | ---- | ---- | ---- | ---- | ---- | ---- | ---- | ---- | ---- | ---- | ---- | ---- | ---- | ---- | ---- | ---- |
| Lead | 40   | 2    | 7    | 17   | 13   | 4    | 18   | 7    | 25   | 20   | 24   | 47   | 13   | 15   | 7    | 15   | 16   |

### Campionato del mondo
|      | 1991 | 1993 | 1995 | 1997 | 2003 | 2005 | 2007 |
| ---- | ---- | ---- | ---- | ---- | ---- | ---- | ---- |
| Lead | 29   | 12   | 29   | 39   | 12   | 32   | 11   |

## Falesia

### Lavorato
- 9a/5.14d:
  - Welcome to the club - Volpera (ITA) - 3 ottobre 2009 - Prima salita[2]
- 8c+/5.14c:
  - Scarspace - Laggio di Cadore (ITA) - marzo 2012 - Prima salita, allungamento dell'8b Space[3]
  - "Falco" - Laggio di Cadore (ITA) - Prima salita - luglio 2014
  - Mind Control - Oliana (ESP) - 17 aprile 2011[4]
  - Super Ale - Covolo (ITA) - 2010 - Via liberata da Adam Ondra[5]
  - The Search - Capanna Bill-Fedaia (ITA) - 8 agosto 2010 - Seconda salita della via di Mario Prinoth[6]
  - La Grande Linea dei Sogni - Erto (ITA) - 31 maggio 2009 - Seconda salita della via liberata da Adam Ondra, connessione tra The Big Mother e La Linea dei Sogni[7]
  - La Linea dei Sogni - Erto (ITA) - 14 marzo 2009 - Prima salita, allungamento dell'8b+ Sogni di Gloria[8]
  - La grande onda - Volpera (ITA) - 2006 - Prima salita
  - Lo Spreco - Pian Schiavaneis (ITA) - 2006
  - The Big Mother - Erto (ITA) - maggio 2000 - Prima salita[9]
  - The Last Way - Erto (ITA) - maggio 1998 - Prima salita

### A vista
Ha salito fino all'8b a vista.